# Julie Anne Mihalisin
Julie Anne Mihalisin (Gainesville, Florida,1962) es una artista de joyería estadounidense.

## Biografía y trayectoria
Hija de un profesor de física en la Universidad del Temple y de un profesora de primaria  especializada en  alfabetización. Se crio en un ambiente en que el arte y la artesanía era considerada un hobby. Sin embargo, estudió en la Escuela de Arte Tyler de donde se graduó en 1987 en diseño de joyería y orfebrería. Tuvo que dejar la carrera por unas quemaduras que sufrió soplando cristales. Algún tiempo después, en Londres completó sus estudios de posgrado en el Royal College of Art  donde empezó a trabajar y experimentar con el cristal y los metales preciosos. También investigó la técnica llamada "joyas de vidrio desplomado en horno" en la cual el marco de metal forma al vidrio a la vez que este envuelve a su vez el metal. Está casada con el escultor Philip Walling (1957) con quien adaptó está técnica para grandes esculturas murales.
En 1994 se mudó a Seattle, por ser la ubicación del American center for Studio Glass (Centro Americano para el estudio de vidrio artístico), ya que había dedicado siete años al trabajo de metales y compartió espacio con el pintor de vidrio Cappy Thompson y con el taller de vidrio soplado artístico de Ann Welch.
Su diseño de joyas se caracteriza por crear joyas que pueden cambiar de forma y uso según el gusto de la persona que lo lleve. También buscar darle al vidrio el protagonismo que tuvo en las joyas en la antigüedad. Siente que la fluidez natural del vidrio ha sido reprimida como se puede ver en el collar llamado Asymmetry. También en los años 90 diseñó una serie,Droop, en que los ángulos dejan que el cristal caiga sin el control del artista.
Su obra está incluida en las colecciones del Museo Smithsonian de Arte Americano, el Cooper Hewitt, Museo Smithsonian de Diseño, el Museo del Vidrio de Corning y el Museo de Artes y Diseño. Su pieza, Untitled Bronze, fue adquirida por el Museo Smithsonian de Arte Americano como parte de la Campaña del 50º Aniversario de la Galería Renwick.